# Robert H. Soule

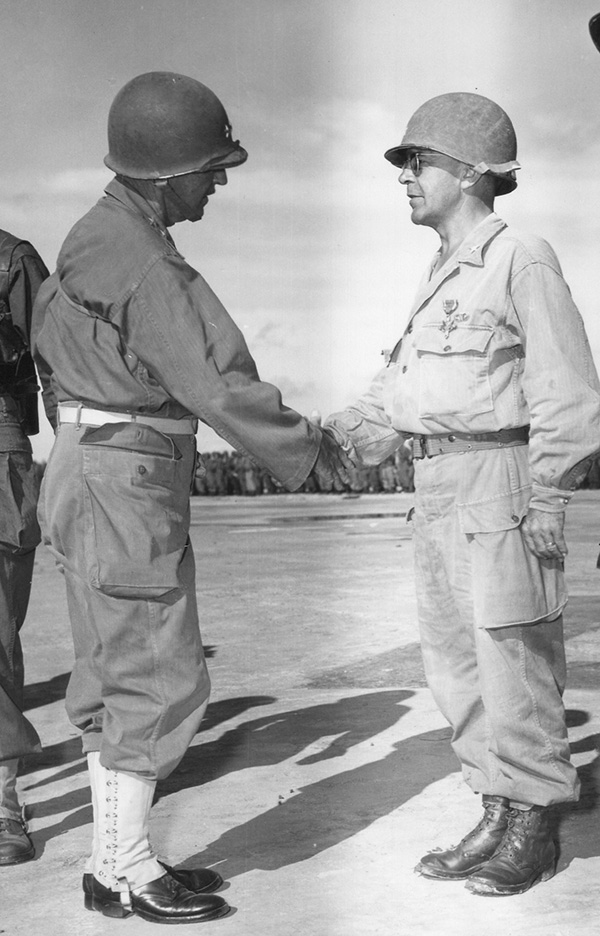
Robert H. Soule (rechts) bei einer Ordensverleihung im Jahr 1945

Robert Homer Soule (* 10. Februar 1900 in Laramie, Albany County, Wyoming; † 26. Januar 1952 in Washington, D.C.) war ein Generalmajor der United States Army. Er war unter anderem Kommandeur der 3. Infanteriedivision.
Robert Soule war ein Sohn von Justus Freeland Soule (1862–1939) und dessen Frau Dora Simpson (1869–1938). Er gehörte ab 1918 dem US-Heer an, in dem er anschließend bis zum Zwei-Sterne-General aufstieg.
In seinen jüngeren Jahren absolvierte er den für Offiziere in den niederen Rangstufen üblichen Dienst in unterschiedlichen Einheiten und Standorten. Dazu gehörten auch Aufgaben als Stabsoffizier in verschiedenen Hauptquartieren. Während des Zweiten Weltkriegs kommandierte er zwischen 1943 und 1945 das 188. Fallschirmjägerregiment, das ab 1944 auf dem pazifischen Kriegsschauplatz unter anderem auf den Philippinen eingesetzt war. Dabei war er in mehrere Gefechte verwickelt, in denen er sich durch persönlichen Einsatz auszeichnete und dafür mit einigen Orden dekoriert wurde.
Nach diesem Kommando gehörte Soule zunächst dem Stab der 38. Infanteriedivision an. Anschließend wechselte er zum Stab der 11. Luftlandedivision. In den Jahren 1946 bis 1950 war Soule Militärattaché in National-China bzw. Taiwan.
Zwischen dem 10. August 1950 und dem 20. Oktober 1951 kommandierte Robert Soule die 3. Infanteriedivision, die damals im Koreakrieg eingesetzt und in Kampfhandlungen verwickelt war. Auch hier wurde er für seinen Einsatz mit mehreren Orden ausgezeichnet. Anschließend wurde er zum Stab der Army Field Forces nach Fort Monroe in Virginia versetzt. Dort war er als Inspekteur der Infanterie tätig. Er behielt diesen Posten bis zu seinem Tod infolge eines Herzanfalls am 26. Januar 1952. Robert Soule fand seine letzte Ruhestätte auf dem amerikanischen Nationalfriedhof Arlington. Er war mit Genevieve Hoffman (1898–1992) verheiratet.

## Orden und Auszeichnungen
Robert Soule erhielt im Lauf seiner militärischen Laufbahn unter anderem folgende Auszeichnungen:
- Distinguished Service Cross
- Army Distinguished Service Medal
- Legion of Merit
- Bronze Star Medal
- Air Medal
- Purple Heart
- Army Commendation Medal
- American Defense Service Medal
- World War II Victory Medal
- Asiatic-Pacific Campaign Medal
- National Defense Service Medal
- Korean Service Medal
- United Nations Service Medal (UNO)
- Republic of Korea War Service Medal (Südkorea)